# Gyermekrészvétel
A gyermekrészvétel (angolul child participation) az ENSZ által felkarolt gyermekjogi mozgalom egyik célponti kategóriája. 

## Tartalma
Az ENSZ Gyermekjogi egyezményének 12. cikke kimondja, hogy a gyerekek számára biztosítani kell a jogot, hogy minden őket érintő kérdésben szabadon kinyilváníthassák a véleményüket. A gyerekek véleményét – figyelemmel korukra és érettségi fokukra – kellő mértékben kell tekintetbe venni. Ez a jog az egyezmény egyik alapelve is, amely hangsúlyozza, hogy a gyerekek saját életükben kompetens, jogaikkal maguk rendelkező személyek.
Bár maga a részvétel kifejezés nem szerepel a dokumentumban, alapvetően fontos a gyermekjogok érvényesítéséhez. A polgári jogok alapja, a véleménynyilvánításhoz, szólásszabadsághoz, gondolat-, lelkiismeret- és vallásszabadsághoz, egyesüléshez, gyülekezéshez, magánélethez, tájékoztatáshoz való jog teljesülésének feltétele (12–17. cikk), és ez tükröződik a gyerekek kibontakozó képességének tiszteletében is (5. cikk). Minden helyzetben, ahol gyerekek is érintettek, figyelni kell arra, hogy a véleménynyilvánítás joga összhangban legyen a gyerek többi jogával, és ne sértse például a védelemhez, a magánélethez, a tájékoztatáshoz való jogát, a diszkrimináció vagy a kihasználás tilalmát.
A felnőtteknek elég információt és lehetőséget kell biztosítaniuk ahhoz, hogy a gyerekek kialakíthassák és kifejezhessék véleményüket. Erre joguk van akár egyénileg (pl. gyermekelhelyezésnél, hivatali eljárásokban, egészségügyi beavatkozásokban), akár kollektíven, csoportosan is (érdekképviseleti fórumokon, diákönkormányzatokban, tüntetéseken). Részvételük során konzultatív, kollaboratív és vezetői szerepeket tölthetnek be, melyek révén különböző területeken válik lehetővé számukra a kezdeményezés és a döntéshozatal.
A gyerekek részvétele jogosultság és nem privilégium. Az emberi méltóság része, hogy egy gyerek aktívan részt tudjon venni azokban a döntésekben, amik érintik őt. De egy átfogó alapelv is, ami bármely más jog érvényesülésében is alapvető. A gyermekjogi szemlélet alapja, hogy a gyerekeket saját életükben kompetens, autonóm, jogaikkal maguk rendelkező személyekként ismerjük el. A gyerek saját jogainak alanya, nem tárgya: nem azért rendelkezik velük, mert a felnőttek jóindulatból vagy kötelességei teljesítéséhez kötve biztosítják azokat nekik. A gyerekek részvételi jogának elismerése tehát eszköz és cél is egyben.
A gyerekek részvételi joga minden gyerekre vonatkozik, akkor is, ha koránál vagy képességeinél fogva nem tudják verbálisan kifejezni azt (pl. csecsemők), és akkor is, ha valaki nem az a személyiség, hogy hangosan felszólaljon.

### A valódi részvétel alapelvei
Az ENSZ Gyermekjogi Bizottsága 9 alapelvet fogalmaz meg a gyerekek biztonságos és valódi részvétele érdekében.
- Tájékoztatás és átláthatóság: A gyerekeket tájékoztatni kell a jogaikról és a részvételük folyamatáról, biztosítva annak átláthatóságát.
- Önkéntesség: A gyerekek részvételének önkéntesnek kell lennie. A gyerekek bármikor dönthetnek úgy, hogy nem folytatják a részvételt.
- Tisztelet: A gyerekeket és nézeteiket meg kell hallgatni, tiszteletben kell tartani, és lehetőséget kell biztosítani arra, hogy kezdeményezzenek. A gyerekeket az együttműködés során egyenlő félként kell kezelni.
- Relevancia: A gyerekeket a számukra releváns kérdésekben kell meghallgatni, ahol képességeikre és tudásukra támaszkodva fejezhetik ki a véleményüket. Lehetőséget kell biztosítani, hogy kiválasszák a számukra lényeges problémákat is.
- Gyerekbarát működés: Megfelelő időt, teret és erőforrást kell biztosítani annak érdekében, hogy a gyerekek a lehető legbiztonságosabb, számukra komfortos módon tudjanak részt venni a projektekben.
- Befogadó működés: Minden gyereknek lehetőséget kell biztosítani a részvételre, a hátrányos megkülönböztetés összes formáját elkerülve. Különleges intézkedéseket kell hozni a marginalizált közösségekben élő gyerekek bevonására.
- Képzéssel támogatott részvétel: A gyerekeknek és az őket segítő felnőtteknek fejleszteniük kell a feladataikhoz, részvételükhöz szükséges készségeket.
- Biztonság és kockázatérzékeny működés: Minden esetben a Gyermekvédelmi irányelvek szerint kell eljárni. A gyerekekkel dolgozó felnőttek felelősek a gyerekek biztonságáért.
- Elszámoltathatóság: Tájékoztatni kell a gyerekeket arról, hogyan értelmezik és használják fel a nézeteiket.